# Timocito
Los timocitos son linfocitos T en desarrollo (inmaduros) que se hallan en la corteza del timo. La corteza se reconoce porque es más oscura que la médula debido a la presencia de estos timocitos. 
En la primera fase son protimocitos o timocitos iniciales, que aún no han reordenado o apenas están comenzando a reordenar sus genes codificadores de receptores de antígenos de la célula T.[cita requerida]
En la segunda fase (timocito común) aparece el TCR constituido por cadenas alfa y beta o gamma y delta (mayoritariamente a, b). Finalmente, en el último estadio de diferenciación (timocito maduro) se pierde CD1 y se generan dos grandes subpoblaciones que salen a la sangre periférica: 
una que conserva CD4 y pierde CD8 (linfocitos ayudadores o cooperadores) y otra que pierde CD4 y conserva CD8 (linfocitos T citotóxicos).
Además de timocitos, en la corteza tímica podemos encontrar macrófagos y células epiteliales ectodérmicas, también llamadas células reticuloepiteliales (existen seis tipos), las cuales secretan hormonas tímicas.[cita requerida]
El 98% de las células T en desarrollo mueren en la corteza y son fagocitadas por macrófagos residentes.